# Pixote (grupo musical)
Grupo Pixote é um grupo brasileiro de pagode romântico e pop, criado nos anos 90, originário do bairro de Cidade Tiradentes, zona leste de São Paulo, local onde cresceu o vocalista Dodô. Inicialmente, o nome do grupo era "Revelação do Pagode", mas logo substituíram para Grupo Pixote. É composto, atualmente, por Dodô (vocais), Thiaguinho (teclados) e Tiola Chocolate (tantã).

## Integrantes

### Formação atual
- Douglas Fernando Monteiro ("Dodô") — vocal
- Thiago Carvalho Santana ("Thiaguinho") — teclados
- Agnaldo Nascimento Apolinário ("Tiola Chocolate") — tantan

### Ex-integrantes
- Clayson Rangel Batista ("Mineirinho") — violão (1993–2014)
- Wallace — cavaquinho (1993–1997)
- Erico Lins Rodrigues ("Nito") — repique de mão (1995–1998)
- Eduardo Pereira Pacheco ("Dú") — pandeiro (1993–2019)

## Discografia
| Nome do álbum                  | Gravadora                                | Ano de lançamento |
| Brilho de Cristal              | Zimbabwe                                 | 1995              |
| Tão Inocente                   | Zimbabwe                                 | 1997              |
| Tá Bom Demais                  | Continental East West/Warner Music Group | 1999              |
| Idem                           | Continental East West/Warner Music Group | 2001              |
| Pira                           | Continental East West/Warner Music Group | 2002              |
| Vamos Nessa - Ao Vivo          | Sky Blue                                 | 2004              |
| Descontrolado                  | Atração                                  | 2005              |
| 15 Anos Ao Vivo                | Atração                                  | 2008              |
| Obrigado, Brasil               | EMI                                      | 2010              |
| Fã                             | Radar Records                            | 2012              |
| Pixote - 20 Anos sem Moderação | Som Livre                                | 2013              |
| Fetiche                        | GR Shows                                 | 2016              |
| Chiclete (EP)                  | GR Shows                                 | 2017              |